# Relações entre Emirados Árabes Unidos e Israel
As relações entre Emirados Árabes Unidos e Israel foram formalmente estabelecidas em 13 de agosto de 2020, quando os Emirados Árabes Unidos (EAU) reconheceram Israel como um estado e os dois países estabeleceram relações diplomáticas e econômicas públicas. Em 2015, Israel abriu uma missão diplomática oficial em Abu Dhabi para a Agência Internacional para as Energias Renováveis.
Em 13 de agosto de 2020, Israel e os EAU concordaram em iniciar a normalização das relações entre os dois países. Os EAU não permitiram a entrada de cidadãos israelitas ou suspeitos de serem cidadãos israelitas, incluindo portadores de passaporte israelita, exceto para trânsito. Todos os passageiros e membros da tripulação de qualquer nacionalidade devem garantir que não possuem carimbos de entrada israelitas em seus passaportes. Não há voos diretos entre Israel e os EAU (em agosto de 2020), portanto, todas as viagens devem passar por um terceiro país (como a Jordânia), entretanto, os dois países concordaram em iniciar voos diretos entre seus aeroportos. Nos últimos anos, as relações informais dos países se aqueceram consideravelmente e eles se envolveram em uma ampla cooperação não oficial com base em sua oposição conjunta ao programa nuclear iraniano e à influência regional. Além disso, devido à pandemia de COVID-19, muitas companhias aéreas não estão operando.